# Cheval miniature

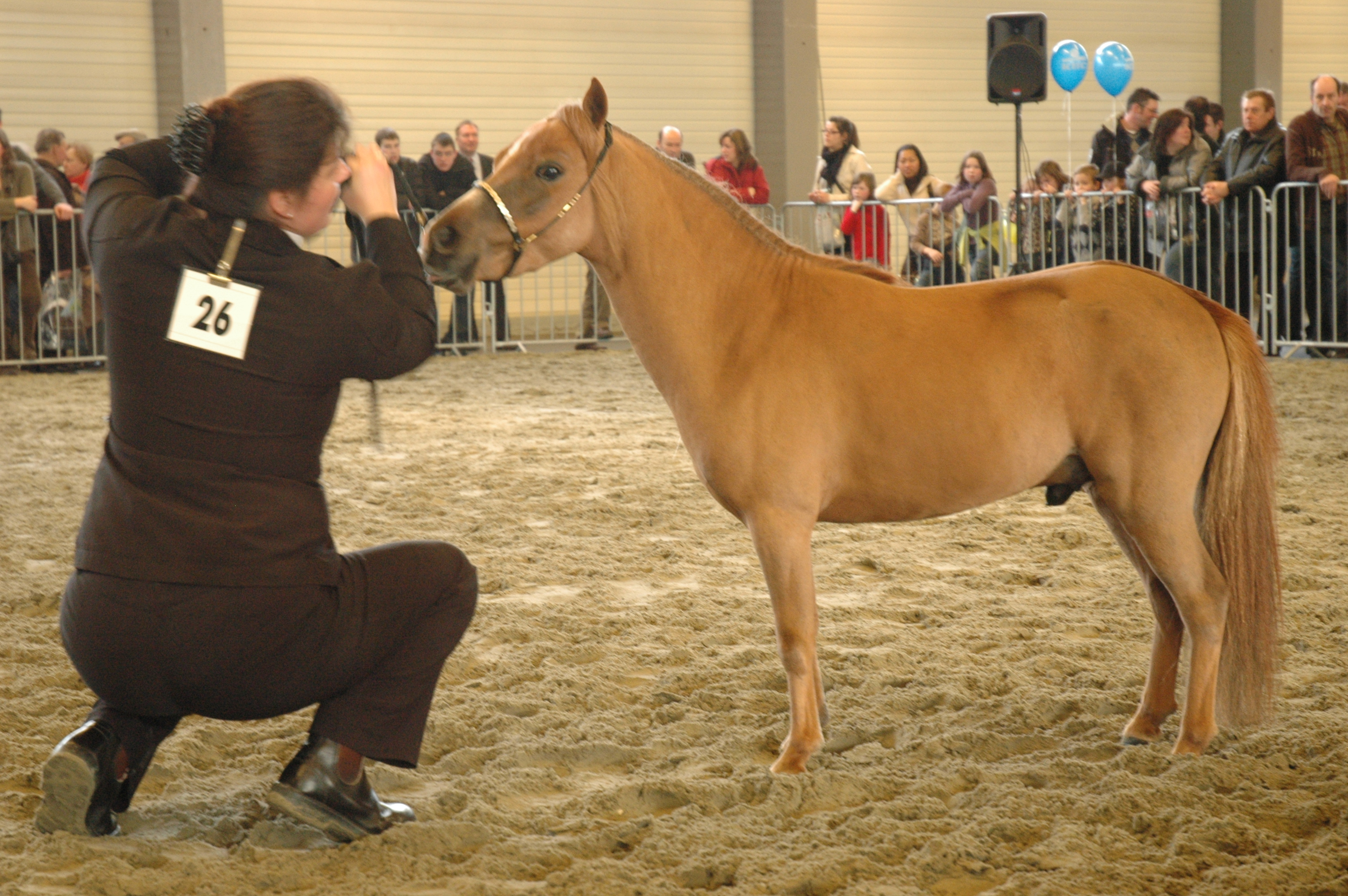
Cheval miniature néerlandais lors d'un show à Agriflanders en 2007.

Les chevaux miniatures constituent un type de chevaux que l'on trouve dans de nombreux pays, notamment en Europe et dans les Amériques. La désignation de « cheval miniature » est déterminée par la hauteur de l'animal, généralement inférieure à une fourchette de 86-97 cm selon le registre de race. Les chevaux miniatures sont de la taille des plus petits poneys, mais beaucoup conservent les caractéristiques morphologiques du cheval et sont considérés comme des « chevaux » par leurs registres respectifs. Ils portent des robes très variées.
Les chevaux miniatures sont souvent assimilés à des animaux de compagnie, mais ils gardent le comportement du cheval, y compris l'instinct de fuite. S'ils sont parfois formés pour l'aide à la personne, la vie en extérieur est la seule qui leur convienne. Rustiques, ils vivent en moyenne plus vieux que les chevaux de sang.

## Histoire
Les chevaux miniatures ont été développés à partir de sources multiples. Beaucoup de races de poneys différents ont été élevés pour leur petite taille, y compris le poney Shetland et le poney Dartmoor. Il peut aussi avoir eu des lignées de certaines races de chevaux de grande taille.
Au XVIIe siècle, les chevaux miniatures ont été élevés comme animaux de compagnie pour la noblesse de l'Europe des Habsbourg. Les dossiers de la cour du roi Louis XIV française, vers 1650, on note la présence de chevaux parmi les minuscules créatures exotiques dans un zoo du roi. Peintures et objets mettent en vedette le cheval miniature en 1765.[réf. nécessaire]
Aux États-Unis, la race du cheval miniature a été affinée au cours du XXe siècle. Les chevaux miniatures aux États-Unis ont des lignées supplémentaires à partir du poney Hackney et du poney des Amériques, entre autres.

## Description

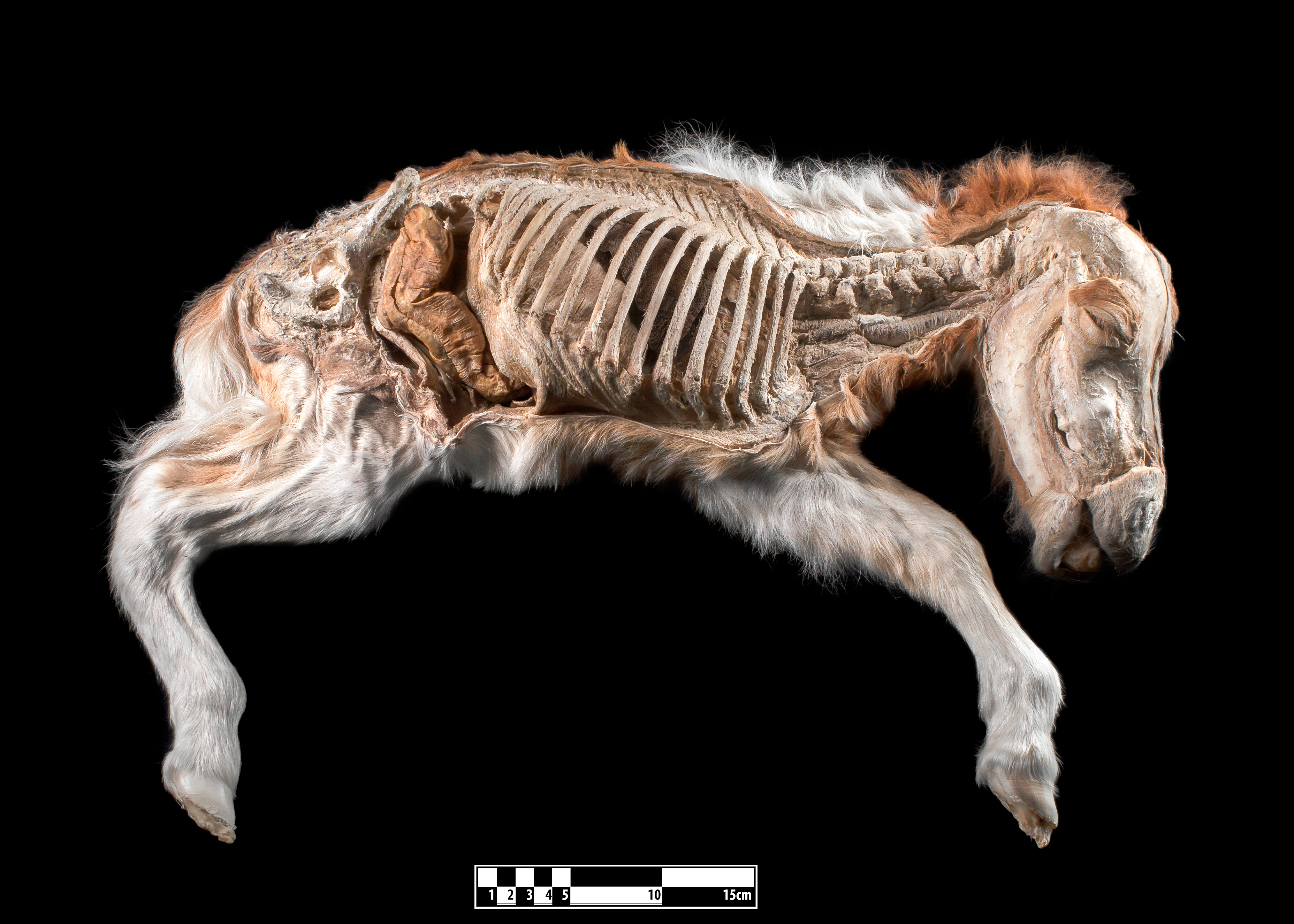
Anatomie d'un poulain miniature

Un cheval miniature se mesure toujours au dernier crin de la crinière, qui se trouve à la hauteur du garrot,. Ils sont généralement très rustiques, et vivent plus longtemps en moyenne que certaines races de chevaux de grande taille, la durée de vie moyenne des chevaux miniatures est de 25 à 35 ans.

## Utilisations

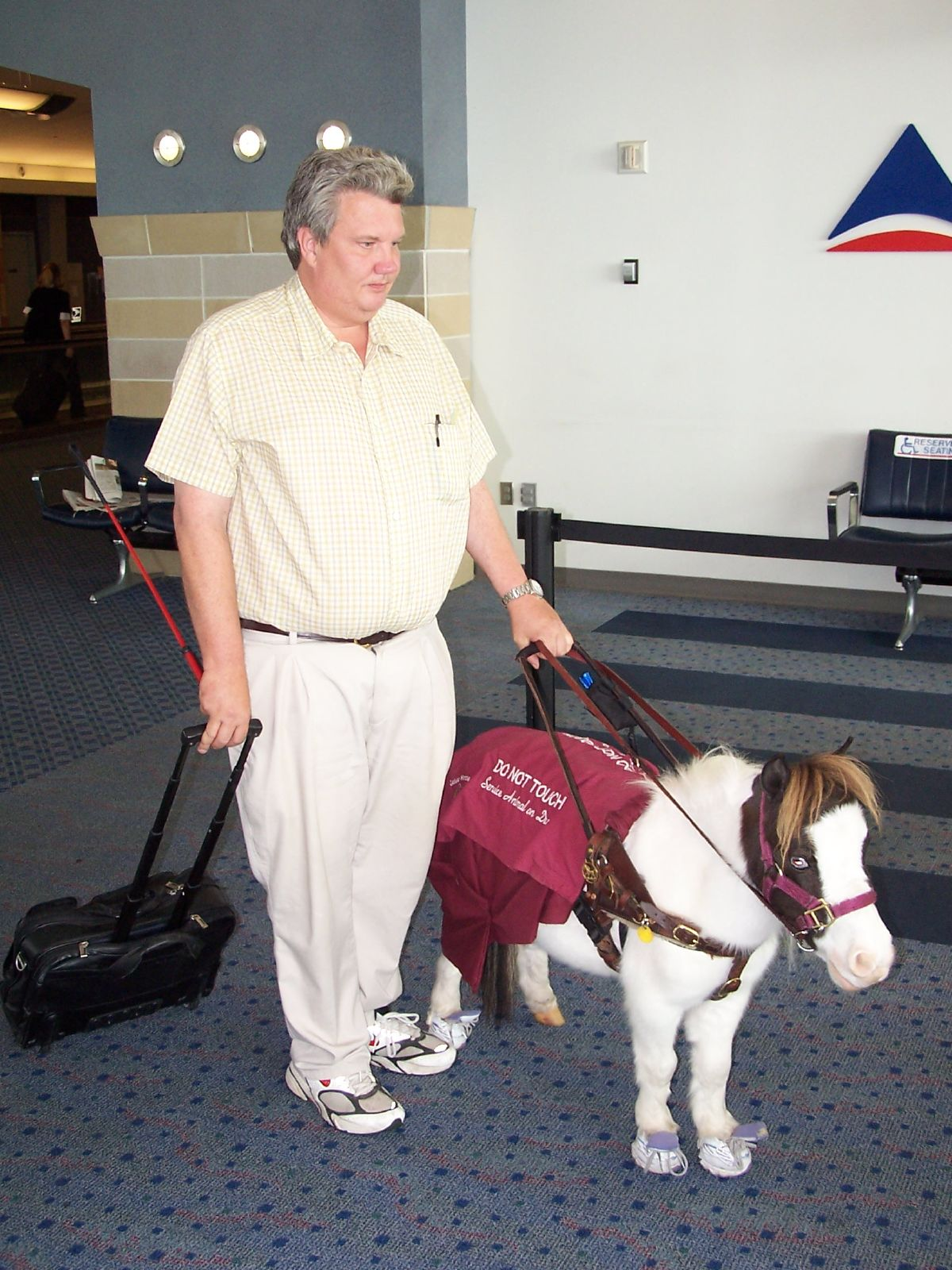
Cheval miniature utilisé comme cheval guide d'aveugle.

Les chevaux miniatures sont dociles et interagissent facilement avec les gens. Pour cette raison, ils sont souvent considérés comme des animaux de compagnie voire des membres de la famille. Ils sont parfois formés pour l'aide à la personne, qui s'apparente à un travail de chien d'assistance pour les personnes handicapées. Si les chevaux miniatures peuvent être formés à travailler à l'intérieur d'une habitation, ils sont de vrais chevaux et restent en meilleure santé lorsqu'ils vivent à l'extérieur, avec un abri et de l'espace pour courir.
L'attrait pour les animaux nains est lié à l'engouement pour les animaux de compagnie. D'après Éric Baratay, le cheval miniature est souvent acquis par des néo-ruraux et des rurbains qui ne pratiquent pas l'équitation, et recherchent un attachement sentimental avec un animal qu'ils gardent dans leur pré. Ce phénomène contribue à une transformation en animal de compagnie. Jean-Pierre Digard estime toutefois que le cheval, même miniature, ne peut vivre à l'intérieur d'une habitation humaine, ne serait-ce qu'en raison de son incapacité à contrôler ses sphincters.

## Races de chevaux miniatures
En plus des races reconnues se trouvent des chevaux d'origines inconnues.
- Falabella
- Cheval miniature américain
- Cheval miniature français
- Miniature néerlandais
- Miniature sud-africain
- Mini-Shetland
- Miniature Toy Horse